# Clover Studio
Clover Studio (クローバースタジオ株式会社 Kurōbāsutajio Kabushikigaisha) fue un estudio japonés de desarrollo independiente, fundado por Capcom Japón. Clover Studio desarrolló el port a PlayStation 2 de Viewtiful Joe, ambas versiones de Viewtiful Joe 2 para la Nintendo GameCube y PlayStation 2, y los títulos de PlayStation 2 Ōkami y God Hand. El nombre "clover" es supuestamente una abreviatura de "creativy lover"; sin embargo, según una entrevista más reciente a Inster Credit's con el CEO de Clover, Atushi Inaba, el nombre Clover deriva de las sílabas japonesas mi ("tres") y ba ("hoja") que viene de los nombres de Shinji Mikami y Atushi Inaba.
El 12 de octubre de 2006, en una reunión de los directores de Capcom se acordó la disolución de Clover Studio. La disolución ocurrió al final de marzo de 2007. Todas las propiedades intelectuales de Clover se entregaron a Capcom, dejando la posibilidad de abrir secuelas en un futuro. God Hand fue el último juego desarrollado por Clover.
Los talentos de Clover se ha reagrupado para formar Seeds Inc. un nuevo grupo de desarrollo, que en octubre de 2007 se fusionó con otra compañía (ODD Incorporated) para formar PlatinumGames.

## Juegos desarrollados por Clover Studio
- Viewtiful Joe - (2003) (Game Cube, después portado al PlayStation 2)
- Viewtiful Joe 2 – (2004) (GameCube y PlayStation 2)
- Viewtiful Joe: Red Hot Rumble – (2005) (GameCube y PlayStation Portable)
- Viewtiful Joe: Double Trouble! – (2005) (Nintendo DS)
- Ōkami – (2006) (PlayStation 2 y Wii)
- God Hand – (2006) (PlayStation 2)